# Бонифика Тезон (Венеција)
Бонифика Тезон (итал. Bonifica Teson) је насеље у Италији у округу Венеција, региону Венето.
Према процени из 2011. у насељу је живело 21 становника. Насеље се налази на надморској висини од -1 м.